# Bo Jackson

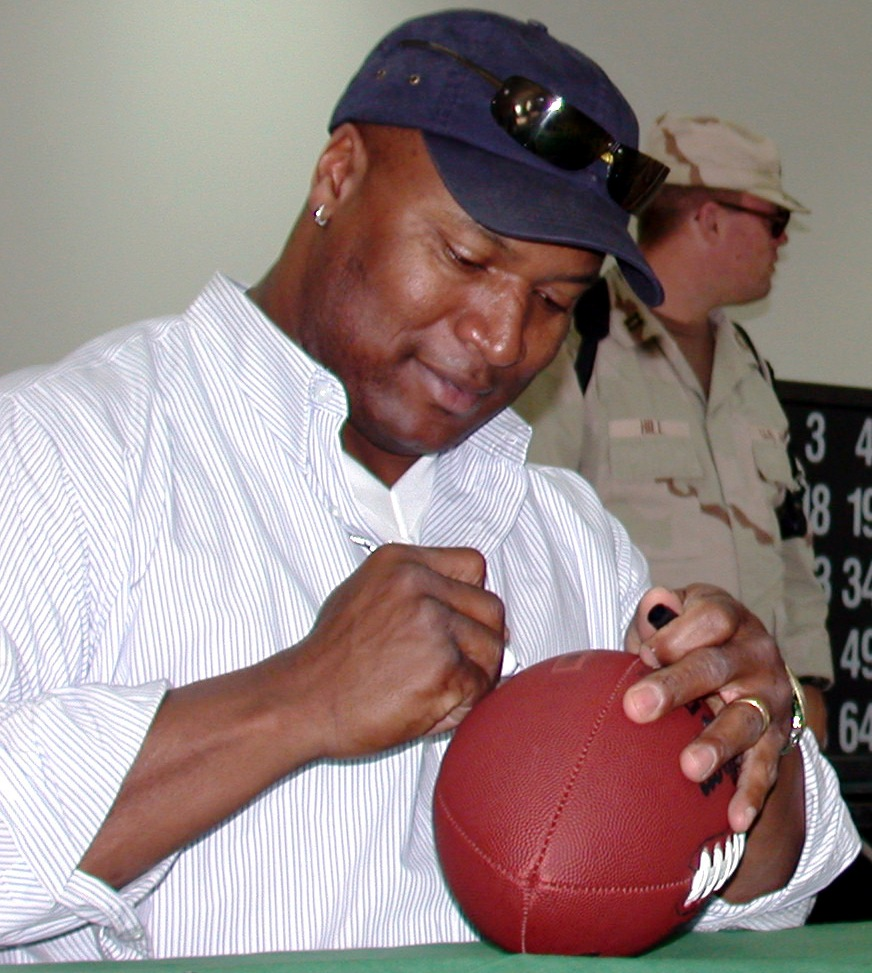
Bo Jackson, 2004.

Vincent Edward "Bo" Jackson, född 30 november 1962 i Bessemer i Alabama, är en amerikansk före detta utövare av amerikansk fotboll och baseboll. Han spelade som running back för Los Angeles Raiders i den amerikanska fotbollsligan National Football League (NFL) mellan 1987 och 1991 och outfielder alternativt designated hitter för Kansas City Royals, Chicago White Sox och California Angels i den nordamerikanska basebolligan Major League Baseball (MLB) mellan 1986 och 1994. Han anses vara en av de bästa amerikanska idrottarna genom tiderna
trots att Jacksons karriär varade bara åtta säsonger på grund av att han ådrog sig en allvarlig höftledsskada efter att ha blivit tacklad i en NFL-match mot Cincinnati Bengals den 13 januari 1991. Skadan resulterade att han var tvungen att lägga av med sin NFL-karriär efter att det framkom några månader senare att osteonekros hade utvecklats i den skadade höftleden. Han fortsatte med sin MLB-karriär i ytterligare tre år innan han la av helt vid 32 års ålder. Han vann också "Heisman Trophy" för bästa college amerikanska fotbollsspelaren år 1985 när han spelade för Auburn University. Den säsongen sprang han för totalt 1786 yards och sprang i genomsnitt 6,4 yards per rush.  
Mellan 1989 och 1990 medverkade Jackson i en uppmärksammad reklamkampanj med namnet "Bo Knows" och som var skapad av reklambyrån Wieden & Kennedy åt sportutrustningsföretaget Nike, där han provade olika sporter och andra aktiviteter och framträdande personer som Joan Benoit, Sonny Bono, Mary Decker, Bo Diddley, George Foreman, Kirk Gibson, Wayne Gretzky, Hulk Hogan, Michael Jordan, John McEnroe och Ian Rush gjorde cameos. Reklamen blev en enorm succé i USA, för både Nike som företag och Jackson som en framtida amerikansk sportikon. Den anses fortfarande vara en av de bästa sportreklamkampanjerna i modern tid, till stora delar för att den var banbrytande för hur man bröt ny mark för att marknadsföra sport och idrottare i USA mot hur det var innan.
Efter karriären avlade han en kandidatexamen i family and child development vid Auburn University; haft gästroller i olika tv-serier som Fresh Prince i Bel Air, Lois & Clark och Våra värsta år; varit ordförande för Healthsouth Corporations idrottsmedicinska råd, mindre roller i filmer som The Chamber, delägare i en Illinois-baserad bank och ambassadör för Chicago White Sox.